# Margaret Lee (atriz)
Margaret Lee, née Margaret Gwendolyn Box (Wolverhampton, 4 de agosto de 1943 - Londres, 24 de abril de 2024) foi uma atriz britânica.

## Biografia

### Vida pregressa
Margaret Gwendolyn Box nasceu em 4 de agosto de 1943 em Wolverhampton, na Inglaterra, mas foi criada em Londres. Margaret Lee estudou na Italia Conti Academy of Theatre Arts de Londres, onde se formou em 1960. Ela se mudou para Roma logo depois para seguir uma carreira no cinema. Sua habilidade de falar inglês e italiano fluentemente permitiu que ela se dublasse em alguns filmes.

### Comédias com Franco e Ciccio

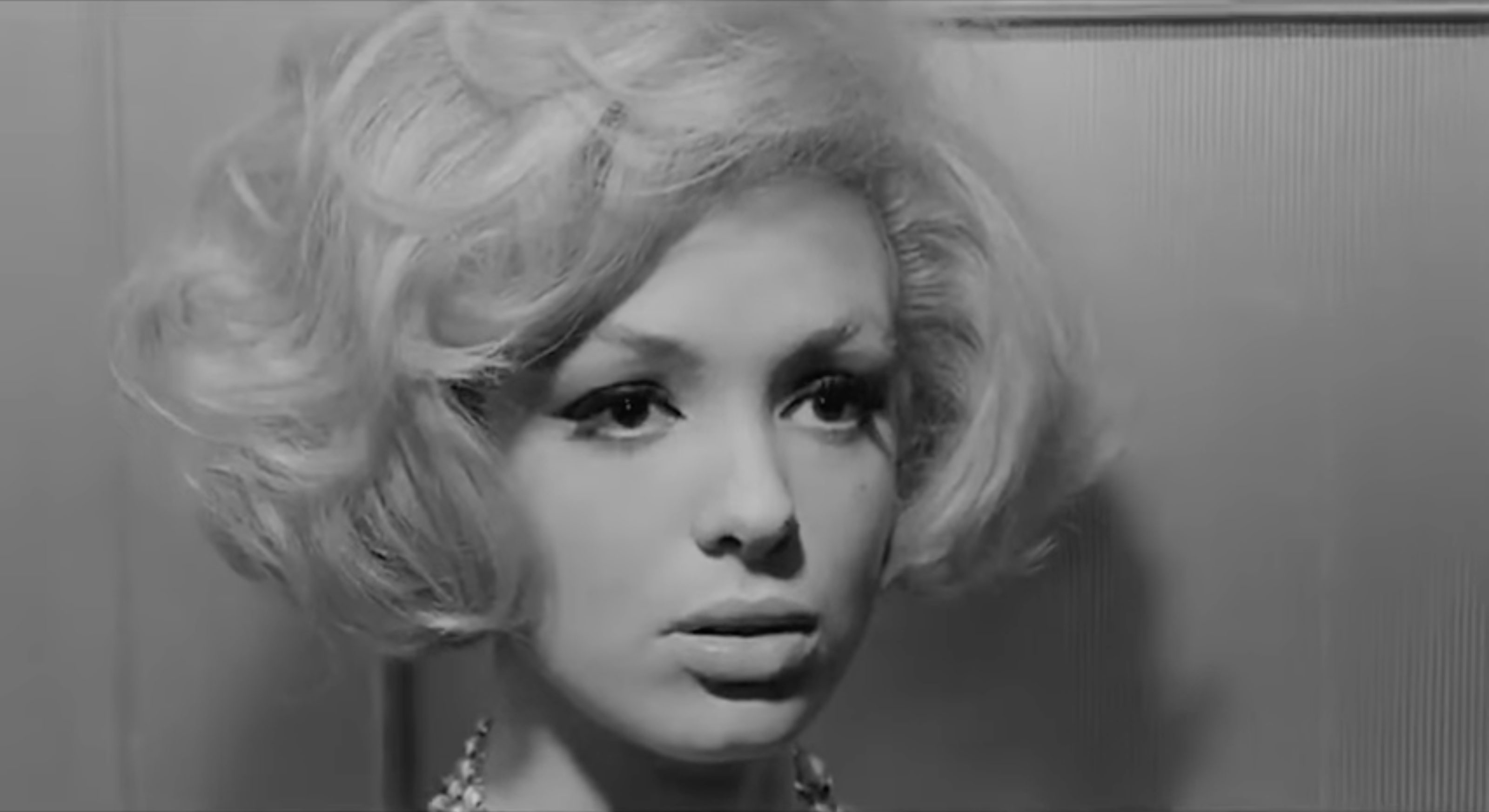
Margaret Lee em Casanova à l'italienne (1965)

Margaret Lee fez sua estreia no cinema no épico Maciste contre les monsters (1962), onde interpretou a protagonista feminina ao lado de Reg Lewis, mas foi uma série de comédias populares que fez de Lee uma estrela na Itália. Com seu penteado loiro e bufante inspirado no de Marilyn Monroe, Margaret passou a primeira metade da década de 1960 aparecendo em inúmeras paródias e comédias italianas. Várias das quais apresentavam a popular dupla de comédia Franco e Ciccio, como em I tre nemici (1962), Dois Samurais e Cem Gueixas (1963), Avventura al motel (1963), Os Malandros Governam a Lei (1963), Os Dois Sargentos do General Custer (1965) ou Franco, Ciccio e as Viúvas Alegres (1968). Esses filmes fizeram muito sucesso na Itália e fizeram de Margaret uma atriz de cinema conhecida.
Ela também aparece no filme Totò la nuit (1962), ao lado dos dois grandes comediantes e comediantes italianos Totò e Erminio Macario.

## Carreira

### Filmes de espionagem
Em meados da década de 1960, Margaret Lee afastou-se das comédias e apareceu em uma longa série de filmes de espionagem, onde frequentemente interpretava femmes fatales. Sua aparência também mudou: ela abandonou o estereótipo loiro inspirado em Marilyn Monroe para virar morena. Os filmes de espionagem mais famosos em que estrelou são Le Tigre se parfume à la dynamite (1965) de Claude Chabrol, Agente 077 dall'oriente con furore (1965) de Sergio Grieco e Ramdam à Rio (1966) de Henry Levin e Arduino Maiuri.

### Harry Allan Towers Produções

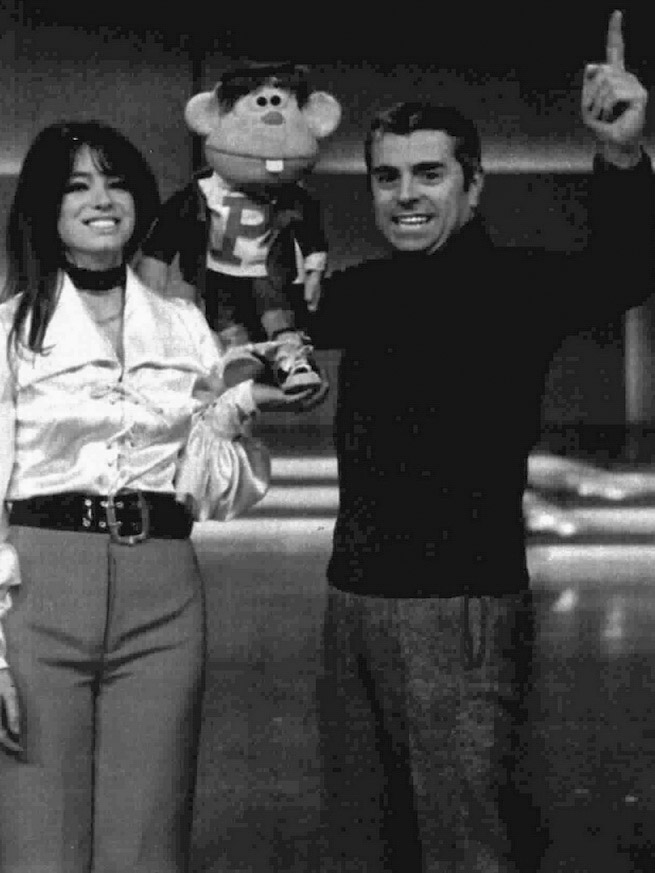
Margaret Lee, Raffaele Pisu e o boneco Povolino em 1970

A beleza e o talento de Margaret Lee também atraíram a atenção do produtor de cinema britânico Harry Alan Towers, que deu a Lee maior reconhecimento internacional ao dar-lhe papéis principais em várias de suas produções, começando com o thriller britânico The Circus of Fear (1966), dirigido por John Llewellyn Moxey. Towers também escalou Lee para a comédia de espionagem Our Man in Marrakesh (1966), dirigida por Don Sharp; o filme de ação Five Golden Dragons (1967), dirigido por Jeremy Summers; os gialli Liz e Helen de Riccardo Freda, Venus in Furs (1969) e Trono de Fogo (1970), ambos dirigidos por Jesús Franco; e finalmente em Il dio chiamato Dorian (1970), dirigido por Massimo Dallamano.
Em The Circus of Fear, Five Golden Dragons, Venus in Furs e Coplan sauve sa peau, de Yves Boisset, Margaret Lee co-estrelou com o famoso ator alemão Klaus Kinski (que também participou regularmente das produções de Harry Alan Towers). A dupla Lee-Kinski provou ser muito popular entre os cinéfilos, principalmente na Itália, e continuaram a atuar juntos até o início dos anos 1970, aparecendo em 12 filmes no total.

### Aparições na televisão
Em 1972, Margaret Lee estrelou como convidada na série de televisão britânica The Protectors, no episódio The Game of Numbers. Margaret Lee era popular na televisão italiana na década de 1960, onde apareceu como soubrette ao lado do famoso cantor Johnny Dorelli. Lee estrelou com Dorelli em seu primeiro filme Arrriva Dorellik (1967). Margaret Lee desempenhou o papel de Cinderela na série de televisão italiana Il Cenerentola em 1969.

## Fim da carreira
No início da década de 1970, Margaret Lee participou cada vez mais de filmes de exploração, característicos desta época do cinema italiano, culminando no giallo extremamente sórdido e violento de Fernando Di Leo, The Bloody Clinic (1971). Ela desapareceu do mundo do cinema italiano em 1974 e voltou para a Inglaterra. Retornaria à Itália em 1981 e fez um pequeno retorno ao cinema na comédia Sesso e volentieri (1982) de Dino Risi, onde se reencontrou com seu ex-parceiro Johnny Dorelli. Mas o retorno de Lee durou pouco, pois ela apareceu apenas em outro filme, a obscura comédia policial Stangata napoletana (1983), antes de se aposentar completamente do cinema e se estabelecer nos Estados Unidos.

### Vida privada
Margaret Lee casou-se com Gino Malerba em 1963 e tiveram dois filhos, incluindo Roberto Malerba. Eles são divorciados.

## Filmografia

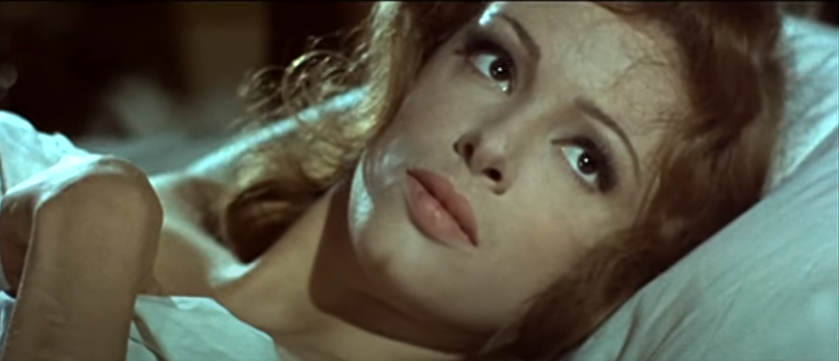
Margaret Lee em 5 per l'inferno em 1969

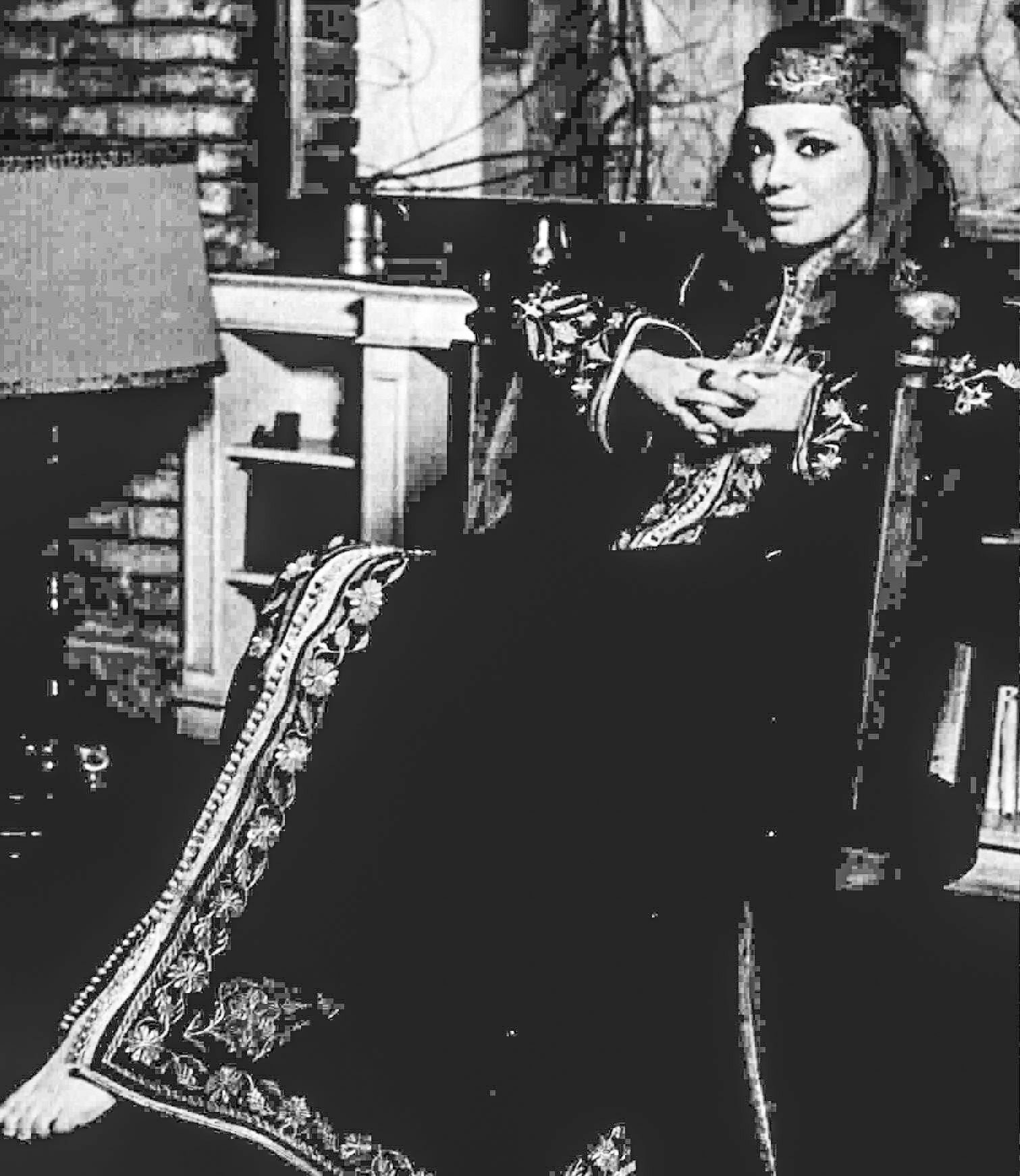
Margaret Lee no Radiocorreire em 1970

### Cinema
<div class="div-col columns column-count column-count-*1962 : Maciste contre les monstres (Maciste contro i mostri) de Guido Malatesta : Moah
- 1962 : Les Trois Ennemis (I tre nemici) de Giorgio Simonelli : Sonia
- 1962 : Totò la nuit (Totò di notte n. 1) de Mario Amendola
- 1963 : Deux Samouraïs et cent geishas (Due samurai per cento geishe) de Giorgio Simonelli : Mara
- 1963 : Avventura al motel de Renato Polselli : Margaret
- 1963 : Siamo tutti pomicioni de Marino Girolami : Linda
- 1963 : Cléopâtre (Cleopatra) de Joseph L. Mankiewicz
- 1963 : Samson l'Invincible (Sansone contro i pirati) de Tanio Boccia : Amanda
- 1963 : Les filous font la loi (Gli imbroglioni) de Lucio Fulci : Adelina
- 1963 : I quattro tassisti de Giorgio Bianchi : la fille avec la robe en fleur
- 1963 : Vino, whisky e acqua salata de Mario Amendola
- 1964 : Les Maniaques (I maniaci) de Lucio Fulci : Rosalie
- 1964 : Boulevard du vice (Via Veneto) de Giuseppe Lipartiti
- 1964 : Un monstre et demi (Un mostro e mezzo) de Steno : Christine
- 1964 : Deux Dangers publics (I due pericoli pubblici) de Lucio Fulci : Floriana
- 1964 : Les Martiens ont douze mains (I marziani hanno dodici mani) de Castellano et Pipolo : la secrétaire
- 1964 : Due mattacchioni al Moulin Rouge de Carlo Infascelli et Giuseppe Vari
- 1965 : Questa volta parliamo di uomini de Lina Wertmüller
- 1965 : Le Tigre se parfume à la dynamite de Claude Chabrol : Pamela Mitchum
- 1965 : Casanova à l'italienne (Letti sbagliati) de Steno : Lolly
- 1965 : Meurtre à l'italienne (Io uccido, tu uccidi) de Gianni Puccini : Milena
- 1965 : Le Lit à deux places (Racconti a due piazze), segment Mourir pour vivre d'Alvaro Mancori : Carmela
- 1965 : Les Deux Sergents du général Custer (I due sergenti del generale Custer) de Giorgio Simonelli : Beth Smith
- 1965 : Fureur sur le Bosphore (Agente 077 dall'oriente con furore) de Sergio Grieco : Evelyn Stone
- 1965 : L'Amant paresseux (Il morbidone) de Massimo Franciosa : Daniela
- 1966 : Le Cirque de la peur (Circus of Fear) de John Llewellyn Moxey : Gina
- 1966 : Opération Marrakech (Our Man in Marrakesh) de Don Sharp : Samia Voss
- 1966 : New York appelle Superdragon (New York chiama Superdrago) de Giorgio Ferroni : Cynthia Fulton
- 1966 : La baronne s'en balance (La vedovella) de Silvio Siano : Susanna Andreoni
- 1966 : On a volé la Joconde de Michel Deville : Marie-Christine Lemercier
- 1966 : Trois Nuits de violence (Tre notti violenti) de Nick Nostro : Christina
- 1966 : Djurado de Predefinição:Lien : Mitzy
- 1966 : Le Carnaval des barbouzes (Gern hab' ich die Frauen gekillt) d'Alberto Cardone, Louis Soulanes, Sheldon Reynolds et Robert Lynn : Agent Linda
- 1966] : Ramdam à Rio (Se tutte le donne del mondo) de Henry Levin et Predefinição:Lien
- 1967 : Le Tigre sort sans sa mère (Da Berlino l'apocalisse) de Mario Maffei : Olivia
- 1967 : Le Soleil des voyous de Jean Delannoy : Betty
- 1967 : Five Golden Dragons de Jeremy Summers : Magda
- 1967 : Arrriva Dorellik de Steno : Baby Eva
- 1967 : Fantômes à l'italienne (Questi fantasmi) de Renato Castellani : Sayonara
- 1968 : Coplan sauve sa peau d'Yves Boisset : Mara - Eva
- 1968 : Bandits à Milan (Banditi a Milano) de Carlo Lizzani : une prostituée
- 1968 : Pas de roses pour OSS 117 (Niente rose per OSS 117) de Renzo Cerrato, Jean-Pierre Desagnat et André Hunebelle : Aïcha Melik
- 1968 : Le Bâtard (I bastardi) de Duccio Tessari : Karen
- 1968 : Franco, Ciccio et les Veuves joyeuses (Franco, Ciccio e le vedove allegre) de Marino Girolami : Daisy Smith
- 1969 : L'Auberge des plaisirs (Frau Wirtin hat auch eine Nichte) de Franz Antel : Pauline Borghese
- 1969 : Liz et Helen (A doppia faccia) de Riccardo Freda : Helen Brown
- 1969 : Venus in Furs de Jesús Franco : Olga
- 1969 : Cinq pour l'enfer (5 per l'inferno) de Gianfranco Parolini : Helga Richter
- 1969 : Sais-tu ce que Staline faisait aux femmes ? (Sai cosa faceva Stalin alle donne) de Maurizio Liverani : Margaret
- 1969 : Le Clan des frères Mannata (¡Viva América!) de Javier Setó : Lucia Barrett
- 1969 : Un sudario a la medida de José María Elorrieta : Kina Inn
- 1969 : Maximum Flic (Colpo rovente) de Piero Zuffi
- 1970 : Le Trône de feu (Il trono di fuoco) de Jesús Franco : Alicia Gray
- 1970 : Le Dépravé (Das Bildnis des Dorian Gray) de Massimo Dallamano : Gwendolin Wotton
- 1970 : Rendez-vous avec le déshonneur (Appuntamento col disonore) d'Adriano Bolzoni : Nikki
- 1971 : Nokaut de Boro Drašković : Olga
- 1971 : La Clinique sanglante (La bestia uccide a sangue freddo) de Fernando Di Leo : Cheryl Hume
- 1971 : Le belve de Giovanni Grimaldi : Judy
- 1974 : Les tueurs sont nos invités (Gli assassini sono nestri ospiti) de Vincenzo Rigo : Eliana
- 1982 : Les Derniers Monstres (Sesso e volentieri) de Dino Risi : Lady Jane
- 1983 : Stangata napoletana de Vittorio Caprioli : Fanny Fonseca" style="-moz-column-count: *1962 : Maciste contre les monstres (Maciste contro i mostri) de Guido Malatesta : Moah
- 1962 : Les Trois Ennemis (I tre nemici) de Giorgio Simonelli : Sonia
- 1962 : Totò la nuit (Totò di notte n. 1) de Mario Amendola
- 1963 : Deux Samouraïs et cent geishas (Due samurai per cento geishe) de Giorgio Simonelli : Mara
- 1963 : Avventura al motel de Renato Polselli : Margaret
- 1963 : Siamo tutti pomicioni de Marino Girolami : Linda
- 1963 : Cléopâtre (Cleopatra) de Joseph L. Mankiewicz
- 1963 : Samson l'Invincible (Sansone contro i pirati) de Tanio Boccia : Amanda
- 1963 : Les filous font la loi (Gli imbroglioni) de Lucio Fulci : Adelina
- 1963 : I quattro tassisti de Giorgio Bianchi : la fille avec la robe en fleur
- 1963 : Vino, whisky e acqua salata de Mario Amendola
- 1964 : Les Maniaques (I maniaci) de Lucio Fulci : Rosalie
- 1964 : Boulevard du vice (Via Veneto) de Giuseppe Lipartiti
- 1964 : Un monstre et demi (Un mostro e mezzo) de Steno : Christine
- 1964 : Deux Dangers publics (I due pericoli pubblici) de Lucio Fulci : Floriana
- 1964 : Les Martiens ont douze mains (I marziani hanno dodici mani) de Castellano et Pipolo : la secrétaire
- 1964 : Due mattacchioni al Moulin Rouge de Carlo Infascelli et Giuseppe Vari
- 1965 : Questa volta parliamo di uomini de Lina Wertmüller
- 1965 : Le Tigre se parfume à la dynamite de Claude Chabrol : Pamela Mitchum
- 1965 : Casanova à l'italienne (Letti sbagliati) de Steno : Lolly
- 1965 : Meurtre à l'italienne (Io uccido, tu uccidi) de Gianni Puccini : Milena
- 1965 : Le Lit à deux places (Racconti a due piazze), segment Mourir pour vivre d'Alvaro Mancori : Carmela
- 1965 : Les Deux Sergents du général Custer (I due sergenti del generale Custer) de Giorgio Simonelli : Beth Smith
- 1965 : Fureur sur le Bosphore (Agente 077 dall'oriente con furore) de Sergio Grieco : Evelyn Stone
- 1965 : L'Amant paresseux (Il morbidone) de Massimo Franciosa : Daniela
- 1966 : Le Cirque de la peur (Circus of Fear) de John Llewellyn Moxey : Gina
- 1966 : Opération Marrakech (Our Man in Marrakesh) de Don Sharp : Samia Voss
- 1966 : New York appelle Superdragon (New York chiama Superdrago) de Giorgio Ferroni : Cynthia Fulton
- 1966 : La baronne s'en balance (La vedovella) de Silvio Siano : Susanna Andreoni
- 1966 : On a volé la Joconde de Michel Deville : Marie-Christine Lemercier
- 1966 : Trois Nuits de violence (Tre notti violenti) de Nick Nostro : Christina
- 1966 : Djurado de Predefinição:Lien : Mitzy
- 1966 : Le Carnaval des barbouzes (Gern hab' ich die Frauen gekillt) d'Alberto Cardone, Louis Soulanes, Sheldon Reynolds et Robert Lynn : Agent Linda
- 1966] : Ramdam à Rio (Se tutte le donne del mondo) de Henry Levin et Predefinição:Lien
- 1967 : Le Tigre sort sans sa mère (Da Berlino l'apocalisse) de Mario Maffei : Olivia
- 1967 : Le Soleil des voyous de Jean Delannoy : Betty
- 1967 : Five Golden Dragons de Jeremy Summers : Magda
- 1967 : Arrriva Dorellik de Steno : Baby Eva
- 1967 : Fantômes à l'italienne (Questi fantasmi) de Renato Castellani : Sayonara
- 1968 : Coplan sauve sa peau d'Yves Boisset : Mara - Eva
- 1968 : Bandits à Milan (Banditi a Milano) de Carlo Lizzani : une prostituée
- 1968 : Pas de roses pour OSS 117 (Niente rose per OSS 117) de Renzo Cerrato, Jean-Pierre Desagnat et André Hunebelle : Aïcha Melik
- 1968 : Le Bâtard (I bastardi) de Duccio Tessari : Karen
- 1968 : Franco, Ciccio et les Veuves joyeuses (Franco, Ciccio e le vedove allegre) de Marino Girolami : Daisy Smith
- 1969 : L'Auberge des plaisirs (Frau Wirtin hat auch eine Nichte) de Franz Antel : Pauline Borghese
- 1969 : Liz et Helen (A doppia faccia) de Riccardo Freda : Helen Brown
- 1969 : Venus in Furs de Jesús Franco : Olga
- 1969 : Cinq pour l'enfer (5 per l'inferno) de Gianfranco Parolini : Helga Richter
- 1969 : Sais-tu ce que Staline faisait aux femmes ? (Sai cosa faceva Stalin alle donne) de Maurizio Liverani : Margaret
- 1969 : Le Clan des frères Mannata (¡Viva América!) de Javier Setó : Lucia Barrett
- 1969 : Un sudario a la medida de José María Elorrieta : Kina Inn
- 1969 : Maximum Flic (Colpo rovente) de Piero Zuffi
- 1970 : Le Trône de feu (Il trono di fuoco) de Jesús Franco : Alicia Gray
- 1970 : Le Dépravé (Das Bildnis des Dorian Gray) de Massimo Dallamano : Gwendolin Wotton
- 1970 : Rendez-vous avec le déshonneur (Appuntamento col disonore) d'Adriano Bolzoni : Nikki
- 1971 : Nokaut de Boro Drašković : Olga
- 1971 : La Clinique sanglante (La bestia uccide a sangue freddo) de Fernando Di Leo : Cheryl Hume
- 1971 : Le belve de Giovanni Grimaldi : Judy
- 1974 : Les tueurs sont nos invités (Gli assassini sono nestri ospiti) de Vincenzo Rigo : Eliana
- 1982 : Les Derniers Monstres (Sesso e volentieri) de Dino Risi : Lady Jane
- 1983 : Stangata napoletana de Vittorio Caprioli : Fanny Fonseca; -webkit-column-count: *1962 : Maciste contre les monstres (Maciste contro i mostri) de Guido Malatesta : Moah
- 1962 : Les Trois Ennemis (I tre nemici) de Giorgio Simonelli : Sonia
- 1962 : Totò la nuit (Totò di notte n. 1) de Mario Amendola
- 1963 : Deux Samouraïs et cent geishas (Due samurai per cento geishe) de Giorgio Simonelli : Mara
- 1963 : Avventura al motel de Renato Polselli : Margaret
- 1963 : Siamo tutti pomicioni de Marino Girolami : Linda
- 1963 : Cléopâtre (Cleopatra) de Joseph L. Mankiewicz
- 1963 : Samson l'Invincible (Sansone contro i pirati) de Tanio Boccia : Amanda
- 1963 : Les filous font la loi (Gli imbroglioni) de Lucio Fulci : Adelina
- 1963 : I quattro tassisti de Giorgio Bianchi : la fille avec la robe en fleur
- 1963 : Vino, whisky e acqua salata de Mario Amendola
- 1964 : Les Maniaques (I maniaci) de Lucio Fulci : Rosalie
- 1964 : Boulevard du vice (Via Veneto) de Giuseppe Lipartiti
- 1964 : Un monstre et demi (Un mostro e mezzo) de Steno : Christine
- 1964 : Deux Dangers publics (I due pericoli pubblici) de Lucio Fulci : Floriana
- 1964 : Les Martiens ont douze mains (I marziani hanno dodici mani) de Castellano et Pipolo : la secrétaire
- 1964 : Due mattacchioni al Moulin Rouge de Carlo Infascelli et Giuseppe Vari
- 1965 : Questa volta parliamo di uomini de Lina Wertmüller
- 1965 : Le Tigre se parfume à la dynamite de Claude Chabrol : Pamela Mitchum
- 1965 : Casanova à l'italienne (Letti sbagliati) de Steno : Lolly
- 1965 : Meurtre à l'italienne (Io uccido, tu uccidi) de Gianni Puccini : Milena
- 1965 : Le Lit à deux places (Racconti a due piazze), segment Mourir pour vivre d'Alvaro Mancori : Carmela
- 1965 : Les Deux Sergents du général Custer (I due sergenti del generale Custer) de Giorgio Simonelli : Beth Smith
- 1965 : Fureur sur le Bosphore (Agente 077 dall'oriente con furore) de Sergio Grieco : Evelyn Stone
- 1965 : L'Amant paresseux (Il morbidone) de Massimo Franciosa : Daniela
- 1966 : Le Cirque de la peur (Circus of Fear) de John Llewellyn Moxey : Gina
- 1966 : Opération Marrakech (Our Man in Marrakesh) de Don Sharp : Samia Voss
- 1966 : New York appelle Superdragon (New York chiama Superdrago) de Giorgio Ferroni : Cynthia Fulton
- 1966 : La baronne s'en balance (La vedovella) de Silvio Siano : Susanna Andreoni
- 1966 : On a volé la Joconde de Michel Deville : Marie-Christine Lemercier
- 1966 : Trois Nuits de violence (Tre notti violenti) de Nick Nostro : Christina
- 1966 : Djurado de Predefinição:Lien : Mitzy
- 1966 : Le Carnaval des barbouzes (Gern hab' ich die Frauen gekillt) d'Alberto Cardone, Louis Soulanes, Sheldon Reynolds et Robert Lynn : Agent Linda
- 1966] : Ramdam à Rio (Se tutte le donne del mondo) de Henry Levin et Predefinição:Lien
- 1967 : Le Tigre sort sans sa mère (Da Berlino l'apocalisse) de Mario Maffei : Olivia
- 1967 : Le Soleil des voyous de Jean Delannoy : Betty
- 1967 : Five Golden Dragons de Jeremy Summers : Magda
- 1967 : Arrriva Dorellik de Steno : Baby Eva
- 1967 : Fantômes à l'italienne (Questi fantasmi) de Renato Castellani : Sayonara
- 1968 : Coplan sauve sa peau d'Yves Boisset : Mara - Eva
- 1968 : Bandits à Milan (Banditi a Milano) de Carlo Lizzani : une prostituée
- 1968 : Pas de roses pour OSS 117 (Niente rose per OSS 117) de Renzo Cerrato, Jean-Pierre Desagnat et André Hunebelle : Aïcha Melik
- 1968 : Le Bâtard (I bastardi) de Duccio Tessari : Karen
- 1968 : Franco, Ciccio et les Veuves joyeuses (Franco, Ciccio e le vedove allegre) de Marino Girolami : Daisy Smith
- 1969 : L'Auberge des plaisirs (Frau Wirtin hat auch eine Nichte) de Franz Antel : Pauline Borghese
- 1969 : Liz et Helen (A doppia faccia) de Riccardo Freda : Helen Brown
- 1969 : Venus in Furs de Jesús Franco : Olga
- 1969 : Cinq pour l'enfer (5 per l'inferno) de Gianfranco Parolini : Helga Richter
- 1969 : Sais-tu ce que Staline faisait aux femmes ? (Sai cosa faceva Stalin alle donne) de Maurizio Liverani : Margaret
- 1969 : Le Clan des frères Mannata (¡Viva América!) de Javier Setó : Lucia Barrett
- 1969 : Un sudario a la medida de José María Elorrieta : Kina Inn
- 1969 : Maximum Flic (Colpo rovente) de Piero Zuffi
- 1970 : Le Trône de feu (Il trono di fuoco) de Jesús Franco : Alicia Gray
- 1970 : Le Dépravé (Das Bildnis des Dorian Gray) de Massimo Dallamano : Gwendolin Wotton
- 1970 : Rendez-vous avec le déshonneur (Appuntamento col disonore) d'Adriano Bolzoni : Nikki
- 1971 : Nokaut de Boro Drašković : Olga
- 1971 : La Clinique sanglante (La bestia uccide a sangue freddo) de Fernando Di Leo : Cheryl Hume
- 1971 : Le belve de Giovanni Grimaldi : Judy
- 1974 : Les tueurs sont nos invités (Gli assassini sono nestri ospiti) de Vincenzo Rigo : Eliana
- 1982 : Les Derniers Monstres (Sesso e volentieri) de Dino Risi : Lady Jane
- 1983 : Stangata napoletana de Vittorio Caprioli : Fanny Fonseca; column-count: *1962 : Maciste contre les monstres (Maciste contro i mostri) de Guido Malatesta : Moah
- 1962 : Les Trois Ennemis (I tre nemici) de Giorgio Simonelli : Sonia
- 1962 : Totò la nuit (Totò di notte n. 1) de Mario Amendola
- 1963 : Deux Samouraïs et cent geishas (Due samurai per cento geishe) de Giorgio Simonelli : Mara
- 1963 : Avventura al motel de Renato Polselli : Margaret
- 1963 : Siamo tutti pomicioni de Marino Girolami : Linda
- 1963 : Cléopâtre (Cleopatra) de Joseph L. Mankiewicz
- 1963 : Samson l'Invincible (Sansone contro i pirati) de Tanio Boccia : Amanda
- 1963 : Les filous font la loi (Gli imbroglioni) de Lucio Fulci : Adelina
- 1963 : I quattro tassisti de Giorgio Bianchi : la fille avec la robe en fleur
- 1963 : Vino, whisky e acqua salata de Mario Amendola
- 1964 : Les Maniaques (I maniaci) de Lucio Fulci : Rosalie
- 1964 : Boulevard du vice (Via Veneto) de Giuseppe Lipartiti
- 1964 : Un monstre et demi (Un mostro e mezzo) de Steno : Christine
- 1964 : Deux Dangers publics (I due pericoli pubblici) de Lucio Fulci : Floriana
- 1964 : Les Martiens ont douze mains (I marziani hanno dodici mani) de Castellano et Pipolo : la secrétaire
- 1964 : Due mattacchioni al Moulin Rouge de Carlo Infascelli et Giuseppe Vari
- 1965 : Questa volta parliamo di uomini de Lina Wertmüller
- 1965 : Le Tigre se parfume à la dynamite de Claude Chabrol : Pamela Mitchum
- 1965 : Casanova à l'italienne (Letti sbagliati) de Steno : Lolly
- 1965 : Meurtre à l'italienne (Io uccido, tu uccidi) de Gianni Puccini : Milena
- 1965 : Le Lit à deux places (Racconti a due piazze), segment Mourir pour vivre d'Alvaro Mancori : Carmela
- 1965 : Les Deux Sergents du général Custer (I due sergenti del generale Custer) de Giorgio Simonelli : Beth Smith
- 1965 : Fureur sur le Bosphore (Agente 077 dall'oriente con furore) de Sergio Grieco : Evelyn Stone
- 1965 : L'Amant paresseux (Il morbidone) de Massimo Franciosa : Daniela
- 1966 : Le Cirque de la peur (Circus of Fear) de John Llewellyn Moxey : Gina
- 1966 : Opération Marrakech (Our Man in Marrakesh) de Don Sharp : Samia Voss
- 1966 : New York appelle Superdragon (New York chiama Superdrago) de Giorgio Ferroni : Cynthia Fulton
- 1966 : La baronne s'en balance (La vedovella) de Silvio Siano : Susanna Andreoni
- 1966 : On a volé la Joconde de Michel Deville : Marie-Christine Lemercier
- 1966 : Trois Nuits de violence (Tre notti violenti) de Nick Nostro : Christina
- 1966 : Djurado de Predefinição:Lien : Mitzy
- 1966 : Le Carnaval des barbouzes (Gern hab' ich die Frauen gekillt) d'Alberto Cardone, Louis Soulanes, Sheldon Reynolds et Robert Lynn : Agent Linda
- 1966] : Ramdam à Rio (Se tutte le donne del mondo) de Henry Levin et Predefinição:Lien
- 1967 : Le Tigre sort sans sa mère (Da Berlino l'apocalisse) de Mario Maffei : Olivia
- 1967 : Le Soleil des voyous de Jean Delannoy : Betty
- 1967 : Five Golden Dragons de Jeremy Summers : Magda
- 1967 : Arrriva Dorellik de Steno : Baby Eva
- 1967 : Fantômes à l'italienne (Questi fantasmi) de Renato Castellani : Sayonara
- 1968 : Coplan sauve sa peau d'Yves Boisset : Mara - Eva
- 1968 : Bandits à Milan (Banditi a Milano) de Carlo Lizzani : une prostituée
- 1968 : Pas de roses pour OSS 117 (Niente rose per OSS 117) de Renzo Cerrato, Jean-Pierre Desagnat et André Hunebelle : Aïcha Melik
- 1968 : Le Bâtard (I bastardi) de Duccio Tessari : Karen
- 1968 : Franco, Ciccio et les Veuves joyeuses (Franco, Ciccio e le vedove allegre) de Marino Girolami : Daisy Smith
- 1969 : L'Auberge des plaisirs (Frau Wirtin hat auch eine Nichte) de Franz Antel : Pauline Borghese
- 1969 : Liz et Helen (A doppia faccia) de Riccardo Freda : Helen Brown
- 1969 : Venus in Furs de Jesús Franco : Olga
- 1969 : Cinq pour l'enfer (5 per l'inferno) de Gianfranco Parolini : Helga Richter
- 1969 : Sais-tu ce que Staline faisait aux femmes ? (Sai cosa faceva Stalin alle donne) de Maurizio Liverani : Margaret
- 1969 : Le Clan des frères Mannata (¡Viva América!) de Javier Setó : Lucia Barrett
- 1969 : Un sudario a la medida de José María Elorrieta : Kina Inn
- 1969 : Maximum Flic (Colpo rovente) de Piero Zuffi
- 1970 : Le Trône de feu (Il trono di fuoco) de Jesús Franco : Alicia Gray
- 1970 : Le Dépravé (Das Bildnis des Dorian Gray) de Massimo Dallamano : Gwendolin Wotton
- 1970 : Rendez-vous avec le déshonneur (Appuntamento col disonore) d'Adriano Bolzoni : Nikki
- 1971 : Nokaut de Boro Drašković : Olga
- 1971 : La Clinique sanglante (La bestia uccide a sangue freddo) de Fernando Di Leo : Cheryl Hume
- 1971 : Le belve de Giovanni Grimaldi : Judy
- 1974 : Les tueurs sont nos invités (Gli assassini sono nestri ospiti) de Vincenzo Rigo : Eliana
- 1982 : Les Derniers Monstres (Sesso e volentieri) de Dino Risi : Lady Jane
- 1983 : Stangata napoletana de Vittorio Caprioli : Fanny Fonseca;  ">
- 1962 : Maciste contre les monstres (Maciste contro i mostri) de Guido Malatesta : Moah
- 1962 : Les Trois Ennemis (I tre nemici) de Giorgio Simonelli : Sonia
- 1962 : Totò la nuit (Totò di notte n. 1) de Mario Amendola
- 1963 : Deux Samouraïs et cent geishas (Due samurai per cento geishe) de Giorgio Simonelli : Mara
- 1963 : Avventura al motel de Renato Polselli : Margaret
- 1963 : Siamo tutti pomicioni de Marino Girolami : Linda
- 1963 : Cléopâtre (Cleopatra) de Joseph L. Mankiewicz
- 1963 : Samson l'Invincible (Sansone contro i pirati) de Tanio Boccia : Amanda
- 1963 : Les filous font la loi (Gli imbroglioni) de Lucio Fulci : Adelina
- 1963 : I quattro tassisti de Giorgio Bianchi : la fille avec la robe en fleur
- 1963 : Vino, whisky e acqua salata de Mario Amendola
- 1964 : Les Maniaques (I maniaci) de Lucio Fulci : Rosalie
- 1964 : Boulevard du vice (Via Veneto) de Giuseppe Lipartiti
- 1964 : Un monstre et demi (Un mostro e mezzo) de Steno : Christine
- 1964 : Deux Dangers publics (I due pericoli pubblici) de Lucio Fulci : Floriana
- 1964 : Les Martiens ont douze mains (I marziani hanno dodici mani) de Castellano et Pipolo : la secrétaire
- 1964 : Due mattacchioni al Moulin Rouge de Carlo Infascelli et Giuseppe Vari
- 1965 : Questa volta parliamo di uomini de Lina Wertmüller
- 1965 : Le Tigre se parfume à la dynamite de Claude Chabrol : Pamela Mitchum
- 1965 : Casanova à l'italienne (Letti sbagliati) de Steno : Lolly
- 1965 : Meurtre à l'italienne (Io uccido, tu uccidi) de Gianni Puccini : Milena
- 1965 : Le Lit à deux places (Racconti a due piazze), segment Mourir pour vivre d'Alvaro Mancori : Carmela
- 1965 : Les Deux Sergents du général Custer (I due sergenti del generale Custer) de Giorgio Simonelli : Beth Smith
- 1965 : Fureur sur le Bosphore (Agente 077 dall'oriente con furore) de Sergio Grieco : Evelyn Stone
- 1965 : L'Amant paresseux (Il morbidone) de Massimo Franciosa : Daniela
- 1966 : Le Cirque de la peur (Circus of Fear) de John Llewellyn Moxey : Gina
- 1966 : Opération Marrakech (Our Man in Marrakesh) de Don Sharp : Samia Voss
- 1966 : New York appelle Superdragon (New York chiama Superdrago) de Giorgio Ferroni : Cynthia Fulton
- 1966 : La baronne s'en balance (La vedovella) de Silvio Siano : Susanna Andreoni
- 1966 : On a volé la Joconde de Michel Deville : Marie-Christine Lemercier
- 1966 : Trois Nuits de violence (Tre notti violenti) de Nick Nostro : Christina
- 1966 : Djurado de Predefinição:Lien : Mitzy
- 1966 : Le Carnaval des barbouzes (Gern hab' ich die Frauen gekillt) d'Alberto Cardone, Louis Soulanes, Sheldon Reynolds et Robert Lynn : Agent Linda
- 1966] : Ramdam à Rio (Se tutte le donne del mondo) de Henry Levin et Predefinição:Lien
- 1967 : Le Tigre sort sans sa mère (Da Berlino l'apocalisse) de Mario Maffei : Olivia
- 1967 : Le Soleil des voyous de Jean Delannoy : Betty
- 1967 : Five Golden Dragons de Jeremy Summers : Magda
- 1967 : Arrriva Dorellik de Steno : Baby Eva
- 1967 : Fantômes à l'italienne (Questi fantasmi) de Renato Castellani : Sayonara
- 1968 : Coplan sauve sa peau d'Yves Boisset : Mara - Eva
- 1968 : Bandits à Milan (Banditi a Milano) de Carlo Lizzani : une prostituée
- 1968 : Pas de roses pour OSS 117 (Niente rose per OSS 117) de Renzo Cerrato, Jean-Pierre Desagnat et André Hunebelle : Aïcha Melik
- 1968 : Le Bâtard (I bastardi) de Duccio Tessari : Karen
- 1968 : Franco, Ciccio et les Veuves joyeuses (Franco, Ciccio e le vedove allegre) de Marino Girolami : Daisy Smith
- 1969 : L'Auberge des plaisirs (Frau Wirtin hat auch eine Nichte) de Franz Antel : Pauline Borghese
- 1969 : Liz et Helen (A doppia faccia) de Riccardo Freda : Helen Brown
- 1969 : Venus in Furs de Jesús Franco : Olga
- 1969 : Cinq pour l'enfer (5 per l'inferno) de Gianfranco Parolini : Helga Richter
- 1969 : Sais-tu ce que Staline faisait aux femmes ? (Sai cosa faceva Stalin alle donne) de Maurizio Liverani : Margaret
- 1969 : Le Clan des frères Mannata (¡Viva América!) de Javier Setó : Lucia Barrett
- 1969 : Un sudario a la medida de José María Elorrieta : Kina Inn
- 1969 : Maximum Flic (Colpo rovente) de Piero Zuffi
- 1970 : Le Trône de feu (Il trono di fuoco) de Jesús Franco : Alicia Gray
- 1970 : Le Dépravé (Das Bildnis des Dorian Gray) de Massimo Dallamano : Gwendolin Wotton
- 1970 : Rendez-vous avec le déshonneur (Appuntamento col disonore) d'Adriano Bolzoni : Nikki
- 1971 : Nokaut de Boro Drašković : Olga
- 1971 : La Clinique sanglante (La bestia uccide a sangue freddo) de Fernando Di Leo : Cheryl Hume
- 1971 : Le belve de Giovanni Grimaldi : Judy
- 1974 : Les tueurs sont nos invités (Gli assassini sono nestri ospiti) de Vincenzo Rigo : Eliana
- 1982 : Les Derniers Monstres (Sesso e volentieri) de Dino Risi : Lady Jane
- 1983 : Stangata napoletana de Vittorio Caprioli : Fanny Fonseca

### Televisão
- 1969 : Il cenerentolo (filme para TV) : Jaqueline
- 1972 : Punho de ferro e sedução ( The Protectors ) (série de TV) :Susan Crediton
- 1982 : Giorno dopo giorno (série de TV) : Cinzia